# 梅薩 (亞利桑那州)
梅薩（英語：Mesa）是美國亞利桑那州馬里科帕郡的一個城市，是鳳凰城-梅薩-斯科茨代爾都會區的一部分，也是繼鳳凰城和圖森之後該州第三大城市。
梅薩是美國人口增長最快的城市之一：根據2010年美國人口普查，該市有457,587人，是美國第38大城市。她的人口數甚至比聖路易斯、匹茲堡和邁阿密多。她也是繼加拿大米西索加以後、北美洲第二大的市郊。
梅薩是在1878年1月由摩門教徒建立的，至今當地約一成的人口為摩門教徒。其中耶穌基督後期聖徒教會在當地有一座最古老的教堂。

## 姐妹城市
- 加拿大 本拿比
- 秘魯 卡拉斯
- 墨西哥 瓜伊馬斯
- 中华人民共和国 開平市
- 新西兰 上哈特